# Javier Lozano Barragán
Javier Lozano Barragán (1933–2022) là một Hồng y người Mexico của Giáo hội Công giáo Rôma. Ông hiện đảm nhận vai trò Hồng y Đẳng Linh mục Nhà thờ S. Dorotea. Ông từng đảm nhận vai trò Chủ tịch Hội đồng Giáo hoàng về Chăm sóc Mục vụ cho Nhân viên Y tế trong suốt 12 năm, từ năm 1997 đến khi hồi hưu năm 2009.
Vốn là một giáo sĩ xuất thân từ vai trò lãnh đạo giáo hội địa phương, ông từng đảm trách nhiều vai trò tại Mexico trước khi về Giáo triều Rôma, đảm nhận vai trò Chủ tịch Hội đồng về Chăm sóc Mục vụ cho Nhân viên Y tế, các chức vụ đó gồm: Giám mục Phụ tá Tổng giáo phận México (1979–1984), Giám mục chính tòa Giáo phận Zacatecas (1984–1996). Ông được vinh thăng Hồng y ngày 21 tháng 10 năm 2003, bởi Giáo hoàng Gioan Phaolô II.

## Tiểu sử
Hồng y Javier Lozano Barragán sinh ngày 26 tháng 1 năm 1933 tại Toluca, Mexico. Sau quá trình tu học dài hạn tại các cơ sở chủng viện theo quy định của Giáo luật, ngày 30 tháng 10 năm 1955, Phó tế Barragán, 22 tuổi, tiến đến việc được truyền chức linh mục. Cử hành nghi thức truyền chức cho tân linh mục là Tổng giám mục Carlo Confalonieri, Tổng trưởng Thánh bộ Chủng viện và Đại học.
Sau 24 năm thi hành các công việc mục vụ với thẩm quyền và cương vị của một linh mục, ngày 5 tháng 6 năm 1979, Tòa Thánh loan tin Giáo hoàng đã quyết định tuyển chọn linh mục Javier Lozano Barragán, 46 tuổi, gia nhập Giám mục đoàn Công giáo Hoàn vũ, với vị trí được bổ nhiệm là Giám mục Phụ tá Tổng giáo phận México, danh nghĩa Giám mục Hiệu tòa Thinisa in Numidia. Lễ tấn phong cho vị giám mục tân cử nhanh chóng được tổ chức sau đó vào ngày 15 tháng 8 cùng năm, với phần nghi thức chính yếu được cử hành cách trọng thể bởi 3 giáo sĩ cấp cao, gồm chủ phong là Hồng Ernesto Corripio y Ahumada, Tổng giám mục đô thành Tổng giáo phận México; hai vị giáo sĩ còn lại, với vai trò phụ phong, gồm có Hồng y Miguel Darío Miranda y Gómez, Nguyên Tổng giám mục đô thành Tổng giáo phận México và giám mục José Esaúl Robles Jiménez, giám mục chính tòa Giáo phận Zamora, Michoacán. Tân giám mục chọn cho mình khẩu hiệu: TESTES RESURRECTIONIS.
Sau 5 năm thực hiện công việc mục vụ với thẩm quyền cũng như nghĩa vụ của một giám mục phụ tá, ông được Tòa Thánh thuyên chuyển đến nhiệm sở mới, cụ thể đến Giáo phận Zacatecas và đảm đương vai trò Giám mục chính tòa. Thông báo về việc bổ nhiệm được Tòa Thánh công bố vào ngày 28 tháng 10 năm 1984. Sau 12 năm cai quản giáo phận, ông nộp đơn xin từ nhiệm và được Tòa Thánh chấp thuận ngày 31 tháng 10 năm 1996.
Chỉ sau vài tháng từ nhiệm, ngày 7 tháng 1 năm 1997, ông được bổ nhiệm vào vị trí Chủ tịch Hội đồng Giáo hoàng về Chăm sóc Mục vụ cho Nhân viên Y tế, thăng hàm Tổng giám mục. Bằng việc tổ chức công nghị Hồng y năm 2003 được cử hành ngày 21 tháng 10, Giáo hoàng Gioan Phaolô II quyết định vinh thăng Tổng giám mục Javier Lozano Barragán tước vị danh dự, Hồng y. Tân Hồng y thuộc Đẳng Hồng y Phó tế và Nhà thờ Hiệu tòa được chỉ định là Nhà thờ S. Michele Arcangelo. Tân Hồng y đã đến cử hành các nghi thức nhận nhà thờ hiệu tòa vào ngày 29 tháng 11 năm 2003.
Ngày 18 tháng 4 năm 2009, ông từ nhiệm khỏi vị trí Chủ tịch Hội đồng về Chăm sóc Mục vụ cho Nhân viên Y tế vì lý do tuổi tác, thao Giáo luật. Ngày 12 tháng 6 năm 2014, ông được thăng Đẳng Hồng y Linh mục và chỉ định Nhà thờ Hiệu tòa mới là S. Dorotea. Ông đã đến cử hành các nghi thức nhận nhà thờ hiệu tòa mới vào ngày 1 tháng 11 cùng năm.